# Saison 2014-2015 du Borussia Mönchengladbach
Maillots
Dernière mise à jour : 29 aout 2014.
La saison 2014-2015 du Borussia Mönchengladbach est la 114e saison de l'histoire du club.

## Effectif

### Équipe première
Statistiques individuelles mises à jour le 29 août 2014. Nombre de matchs joués : 4
| Numéro             | Nom                  | Nationalité            | Date de naissance (Âge) | En provenance de      | MJ              | Buts            |                 |                 |
| Gardiens de but    | Gardiens de but      | Gardiens de but        | Gardiens de but         | Gardiens de but       | Gardiens de but | Gardiens de but | Gardiens de but | Gardiens de but |
| ------------------ | -------------------- | ---------------------- | ----------------------- | --------------------- | --------------- | --------------- | --------------- | --------------- |
| 1                  | Yann Sommer          | Drapeau de la Suisse   | 17 décembre 1988        | FC Bâle               | 4               | 0               |                 |                 |
| 21                 | Janis Blaswwich      | Drapeau de l'Allemagne | 2 mai 1991              | Formé au club         | 0               | 0               |                 |                 |
| 33                 | Christofer Heimeroth | Drapeau de l'Allemagne | 1er août 1981           | Schalke 04            | 0               | 0               |                 |                 |
| Défenseurs         |                      |                        |                         |                       |                 |                 |                 |                 |
| 3                  | Filip Daems          | Drapeau de la Belgique | 31 octobre 1978         | Gençlerbirliği SK     | 0               | 0               |                 |                 |
| 4                  | Roel Brouwers        | Drapeau des Pays-Bas   | 28 novembre 1981        | SC Paderborn          | 0               | 0               |                 |                 |
| 15                 | Álvaro Domínguez     | Drapeau de l'Espagne   | 16 mai 1989             | Atlético Madrid       | 3               | 0               |                 |                 |
| 17                 | Oscar Wendt          | Drapeau de la Suède    | 24 octobre 1985         | FC Copenhague         | 1               | 0               |                 |                 |
| 19                 | Fabian Johnson       | Drapeau des États-Unis | 11 décembre 1987        | Hoffenheim            | 3               | 0               |                 |                 |
| 20                 | Nico Brandenburger   | Drapeau de l'Allemagne | 17 janvier 1995         | Formé au club         | 0               | 0               |                 |                 |
| 24                 | Tony Jantschke       | Drapeau de l'Allemagne | 7 avril 1990            | Formé au club         | 4               | 0               |                 |                 |
| 27                 | Julian Korb          | Drapeau de l'Allemagne | 21 mars 1992            | Formé au club         | 4               | 0               |                 |                 |
| 39                 | Martin Stranzl       | Drapeau de l'Autriche  | 16 juin 1980            | FK Spartak Moscou     | 4               | 0               |                 |                 |
| Milieux de terrain |                      |                        |                         |                       |                 |                 |                 |                 |
| 6                  | Mahmoud Dahoud       | Drapeau de l'Allemagne | 1er janvier 1996        | Formé au club         | 1               | 0               |                 |                 |
| 7                  | Patrick Herrmann     | Drapeau de l'Allemagne | 12 février 1991         | Formé au club         | 3               | 0               |                 |                 |
| 8                  | Ibrahima Traoré      | Drapeau de la Guinée   | 21 avril 1988           | VfB Stuttgart         | 3               | 0               |                 |                 |
| 14                 | Thorben Marx         | Drapeau de l'Allemagne | 1er juin 1981           | DSC Arminia Bielefeld | 0               | 0               |                 |                 |
| 16                 | Håvard Nordtveit     | Drapeau de la Norvège  | 21 juin 1990            | Arsenal               | 3               | 0               |                 |                 |
| 18                 | Marvin Schulz        | Drapeau de l'Allemagne | 15 janvier 1995         | Formé au club         | 0               | 0               |                 |                 |
| 23                 | Christoph Kramer     | Drapeau de l'Allemagne | 19 février 1991         | Bayer Leverkusen      | 2               | 1               |                 |                 |
| 25                 | Amin Younes          | Drapeau de l'Allemagne | 6 août 1993             | Formé au club         | 0               | 0               |                 |                 |
| 26                 | Thorgan Hazard       | Drapeau de la Belgique | 29 mars 1993            | Chelsea FC            | 4               | 2               |                 |                 |
| 28                 | André Hahn           | Drapeau de l'Allemagne | 13 août 1990            | FC Augsbourg          | 4               | 3               |                 |                 |
| 34                 | Granit Xhaka         | Drapeau de la Suisse   | 27 septembre 1992       | FC Bâle               | 4               | 1               |                 |                 |
| Attaquants         |                      |                        |                         |                       |                 |                 |                 |                 |
| 10                 | Max Kruse            | Drapeau de l'Allemagne | 19 mars 1988            | SC Fribourg           | 0               | 0               |                 |                 |
| 11                 | Raffael              | Drapeau du Brésil      | 28 mars 1985            | Dynamo Kiev           | 4               | 0               |                 |                 |
| 31                 | Branimir Hrgota      | Drapeau de la Suède    | 12 janvier 1993         | Jönköpings Södra IF   | 4               | 7               |                 |                 |
| 36                 | Marlon Ritter        | Drapeau de l'Allemagne | 21 septembre 1990       | Formé au club         | 0               | 0               |                 |                 |

## Statistiques
A compléter ...

## Classement
Source: bundesliga.com
| Rang | Équipe                   | Pts | J | G | N | P | Bp | Bc | Diff |
| ---- | ------------------------ | --- | - | - | - | - | -- | -- | ---- |
| 1    | Augsbourg                | 0   | 0 | 0 | 0 | 0 | 0  | 0  | 0    |
| 2    | Bayer Leverkusen         | 0   | 0 | 0 | 0 | 0 | 0  | 0  | 0    |
| 3    | Bayern MunichT           | 0   | 0 | 0 | 0 | 0 | 0  | 0  | 0    |
| 4    | Borussia Dortmund        | 0   | 0 | 0 | 0 | 0 | 0  | 0  | 0    |
| 5    | Borussia Mönchengladbach | 0   | 0 | 0 | 0 | 0 | 0  | 0  | 0    |
| 6    | CologneP                 | 0   | 0 | 0 | 0 | 0 | 0  | 0  | 0    |
| 7    | Eintracht Francfort      | 0   | 0 | 0 | 0 | 0 | 0  | 0  | 0    |
| 8    | Fribourg                 | 0   | 0 | 0 | 0 | 0 | 0  | 0  | 0    |
| 9    | Hambourg                 | 0   | 0 | 0 | 0 | 0 | 0  | 0  | 0    |
| 10   | Hanovre 96               | 0   | 0 | 0 | 0 | 0 | 0  | 0  | 0    |
| 11   | Herta Berlin             | 0   | 0 | 0 | 0 | 0 | 0  | 0  | 0    |
| 12   | Hoffenheim               | 0   | 0 | 0 | 0 | 0 | 0  | 0  | 0    |
| 13   | Mayence                  | 0   | 0 | 0 | 0 | 0 | 0  | 0  | 0    |
| 14   | PaderbornP               | 0   | 0 | 0 | 0 | 0 | 0  | 0  | 0    |
| 15   | Schalke 04               | 0   | 0 | 0 | 0 | 0 | 0  | 0  | 0    |
| 16   | Stuttgart                | 0   | 0 | 0 | 0 | 0 | 0  | 0  | 0    |
| 17   | Werder Brême             | 0   | 0 | 0 | 0 | 0 | 0  | 0  | 0    |
| 18   | Wolfsburg                | 0   | 0 | 0 | 0 | 0 | 0  | 0  | 0    |

Qualifications européennes
- 1er, 2e et 3e  : phase de groupes de la Ligue des champions
- 4e : barrages de la Ligue des champions
- 5e : barrages de la Ligue Europa
- 6e : 3ème tour préliminaire de la Ligue Europa

Relégation
- 16e : barrages de relégation en 2. Bundesliga
- 17e et 18e : relégation en 2. Bundesliga

Abréviations
- T : Tenant du titre
- C : Vainqueur de la DFB-Pokal 2014-2015
- P : Promu de 2. Bundesliga 2013-2014